# Sulmierzyce (Łódź)
Sulmierzyce is een dorp in het Poolse woiwodschap Łódź, in het district Pajęczański. De plaats maakt deel uit van de gemeente Sulmierzyce en telt 1 400 inwoners.